# Microphthalma posio
Microphthalma posio är en tvåvingeart som först beskrevs av Walker 1849.  Microphthalma posio ingår i släktet Microphthalma och familjen parasitflugor. Inga underarter finns listade i Catalogue of Life.